# Ulrich Marseille
Ulrich Horst Marseille (* 23. Dezember 1955 als Ulrich Horst Hansel in Bremerhaven) ist ein deutscher Unternehmer und Politiker.

## Biografie
Die leiblichen Eltern des als Ulrich Horst Hansel Geborenen starben früh. Der Junge wuchs deshalb in der Familie Marseille, befreundet mit seinen Eltern, in Bremerhaven auf. Dort bauten Theo und Ilse Marseille mit Filmtheatern ein florierendes Unternehmen auf. Theo Marseille entstammt einer Seidenweberfamilie aus Krefeld. Gemeinsam mit seinem Pflegesohn Ulrich gründete er 1984 ein Unternehmen, aus dem die Marseille-Kliniken hervorgingen. Ulrich Hansel wurde nach dem Tod von Theo Marseille von dessen Frau Ilse adoptiert, um auch selbst den Namen des Unternehmens zu tragen. Nach dem Abitur studierte Marseille an den Universitäten Kiel und Bremen Volkswirtschaftslehre und Rechtswissenschaften, ohne den Abschluss zu erreichen.

### Unternehmer
1984 eröffnete Marseille das erste eigene Pflegeheim Senioren-Wohnpark Langen mit 40 Pflegebetten. Dieses war der Grundstock für das expandierende Unternehmen Marseille-Kliniken AG. Nach der deutschen Wiedervereinigung wuchs die Marseille-Kliniken AG durch die Erschließung neuer Standorte in den neuen Bundesländern dynamisch weiter; das Unternehmen verfügt in 60 Einrichtungen über rund 8.000 Betten. 1994 wurde Marseille Vorstandsvorsitzender der börsennotierten Marseille-Kliniken AG. Seit 1996 hatte er zudem einen Sitz im Aufsichtsrat des Tochterunternehmens Karlsruher-Sanatorium AG. Die Karlsruher-Sanatorium AG betrieb bis zum Verkauf 2010 Rehabilitationskliniken in Baden-Württemberg und Hessen. 1999 gab er den Vorstandsvorsitz der Marseille-Kliniken AG ab und wechselte in den Aufsichtsrat des Unternehmens. Im März 2003 übernahm er den Aufsichtsratsvorsitz der Marseille-Kliniken AG. Als im März 2010 der damalige Vorstandsvorsitzende Axel Hölzer – offiziell „aus gesundheitlichen Gründen“ – sein Amt niederlegte, übernahm Marseille wieder diese Aufgabe. Im Juli 2011 kündigte er aufgrund verschiedener Gerichtsverfahren, seinen Rücktritt an. 2014 übernahm Marseille erneut den Aufsichtsratsvorsitz. 2017 verkaufte Marseille die Altenheimsparte der MK Kliniken AG mit insgesamt 5.400 Heim- und 4.000 Arbeitsplätzen an die französische Investorengruppe Chequers Capital. 2019 folgte der Verkauf von weiteren 19 Altenheim-Immobilien aus dem MK-Kliniken-Bestand an den französischen Investor Icade Healthcare Europe. Ulrich Marseille ist weiterhin im Gesundheits- und Immobiliensektor wie auch im Schiffsmarkt aktiv. Gemeinsam mit seiner Ehefrau Estella-Maria hält er eine Aktienmehrheit von mehr als 75 Prozent an dem Unternehmen.
Im Jahr 2000 wurde gemeinsam mit Donald Trump und der Trump Organization die TD Trump Deutschland AG gegründet zur Planung und Vermarktung eines „Trump Towers“ in Deutschland. Als Standort waren Frankfurt, Berlin und letztlich Stuttgart geplant. Die TD Trump Deutschland AG wurde 2005 aufgrund von Seiten Donald Trumps nicht eingehaltener Zusagen aufgelöst.
Marseille hat das Unternehmen Worldwide Hospitals gegründet, das Hospitalschiffe und Krankenhäuser aus modularen Containersystemen anbietet.
Marseille ist Mitglied des Aufsichtsrates der PR-Agentur WMP Eurocom.

### Immobilien

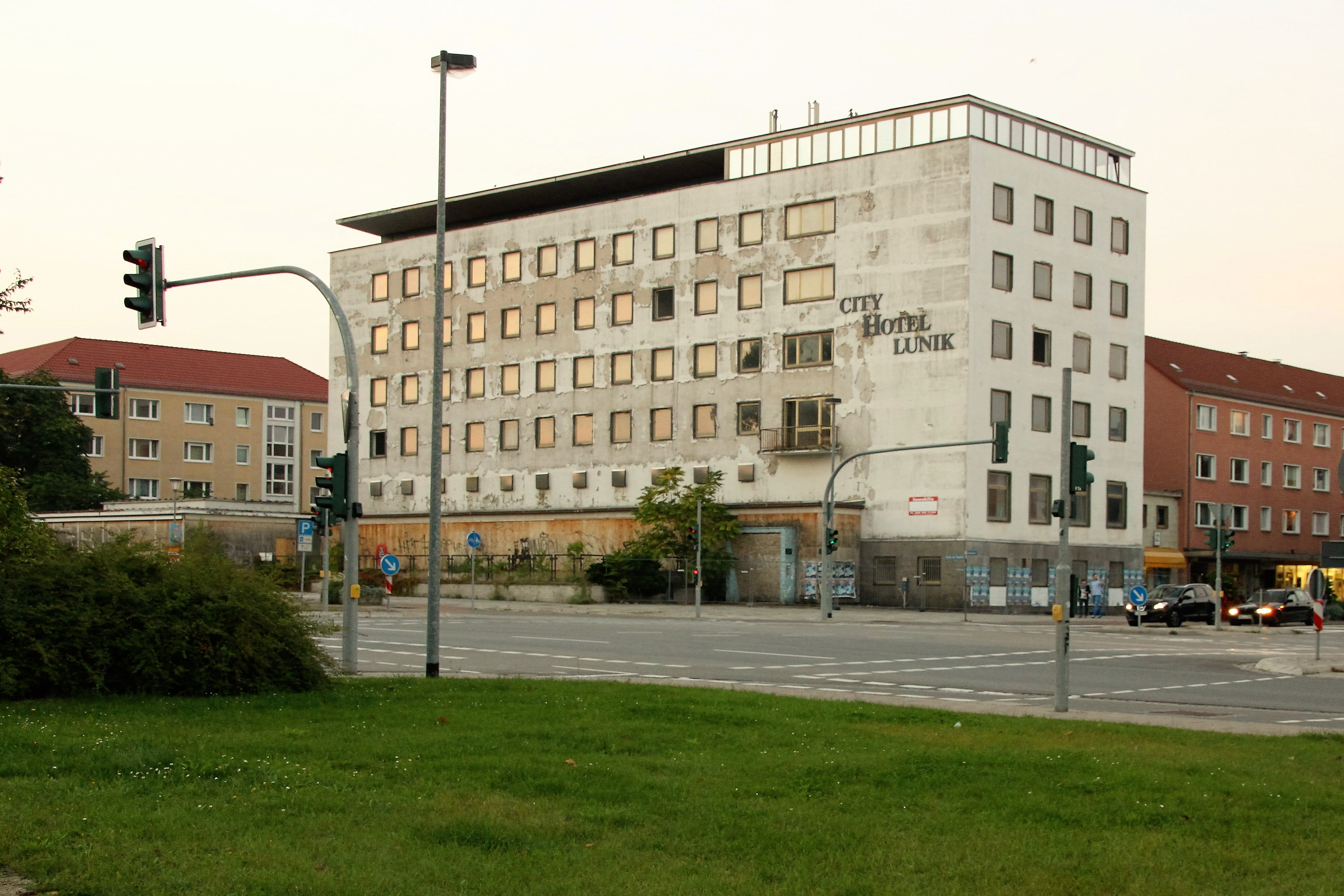
Das Hotel Lunik in Eisenhüttenstadt steht seit dem Jahr 2000 leer. (2014)

Marseille besitzt mehrere Immobilien.
Er erbte von seiner Mutter 2006 das Filmtheater „Wall-Lichtspiele“ in Oldenburg, das er seit 2007 bewusst verfallen lässt, um eine Abrissgenehmigung zu erwirken.
In Eisenhüttenstadt kaufte er 2006 das denkmalgeschützte ehemalige Hotel Lunik,  ein stadtprägendes Gebäude im Flächendenkmal Wohnstadt des Hüttenwerks. 2023 verkaufte er das Gebäude weiter an die Gebäudewirtschaft Eisenhüttenstadt.

### Ausflug in die Politik
Im Jahr 2001 trat Ulrich Marseille in die Partei Rechtsstaatlicher Offensive – die so genannte Schill-Partei – ein, die im selben Jahr mit 19,4 Prozent Stimmenanteil auf Anhieb den Einzug in die Hamburger Bürgerschaft erreichte. Er war deren Spitzenkandidat bei der Landtagswahl in Sachsen-Anhalt 2002. Die Partei scheiterte mit 4,5 % der Stimmen an der Fünf-Prozent-Hürde. Im selben Jahr kam er in die Schlagzeilen, weil er den Hamburger Parteivorsitzenden Ronald Schill in seinem Privatflugzeug von Hamburg nach München geflogen hatte, damit dieser dort eine Haarprobe zur Entkräftung von Gerüchten des Kokainmissbrauchs abgeben konnte. 2003 trat Marseille aus der Partei aus. Er übt seitdem keine politischen Ämter mehr aus.
Der FDP spendete er in den Jahren 2021, 2023 und 2024 jeweils 51.000 Euro.

### Gerichtsverfahren
Ein Verfahren Marseilles durch alle Instanzen bis zum Bundesverfassungsgericht zur Zulassung zum juristischen Staatsexamen ging zu seinen Ungunsten aus. Nachdem er 1983 das erste Staatsexamen nicht bestanden hatte, hatte er versucht, sich für die Nachprüfung eine juristische Examensarbeit zu kaufen. Marseille klagte erfolglos gegen die Entscheidung des Prüfungsamtes, das ihn von weiteren Prüfungen ausgeschlossen hatte, nachdem sein Täuschungsversuch ans Licht gekommen war. Nachdem das Manager Magazin anschließend erneut über die Karriere Marseilles berichtet hatte und dabei unter anderem seinen Täuschungsversuch bei der ersten juristischen Prüfung erwähnte, gewann Marseille zunächst vor dem Landgericht Hamburg und dem Hanseatischen Oberlandesgericht einen Rechtsstreit mit dem Ziel, dem Magazin die Berichterstattung zu untersagen. Die dagegen eingelegte Verfassungsbeschwerde des Manager Magazins verlief erfolgreich.
Trotzdem wird Marseille in den Medien gelegentlich als Jurist bezeichnet, was rechtlich nicht angreifbar ist, da Jurist (etwa im Gegensatz zu Rechtsanwalt) keine geschützte Berufsbezeichnung ist.
2009 wurde Marseille vom Landgericht Halle wegen Versuchs der Anstiftung zur Falschaussage in Tateinheit mit versuchter Nötigung zu einer zur Bewährung ausgesetzten Freiheitsstrafe von einem Jahr verurteilt, weil er 2000 versucht haben soll, durch einen Drohbrief auf das Aussageverhalten eines Zeugen in einem Schadensersatzprozess vor dem Oberlandesgericht Naumburg Einfluss zu nehmen. Ihm wurde die Auflage erteilt, 6 Mio. € an die Staatskasse zu zahlen. Das Oberlandesgericht Naumburg wies Marseilles Revision gegen das Urteil zurück, änderte jedoch die Geldauflage ab.
In einem anderen Verfahren wurde Marseille 2010 vom Landgericht Halle wegen Bestechung zu einer Freiheitsstrafe von einem Jahr verurteilt, die zur Bewährung ausgesetzt wurde. Mit Abschluss des Revisionsverfahrens beim Oberlandesgericht Naumburg ist das Urteil seit Juli 2011 endgültig rechtskräftig.
Marseille erklärte wenige Tage nach dem Urteil gegenüber dem Magazin Wirtschaftswoche zunächst nur seine Bereitschaft zum Rücktritt von seinem Posten als Vorstandsvorsitzender, um Schaden von den Marseille-Kliniken abzuwehren. Nur sechs Tage später teilte das Manager Magazin die Demission Marseilles mit.